# Florida Occidental

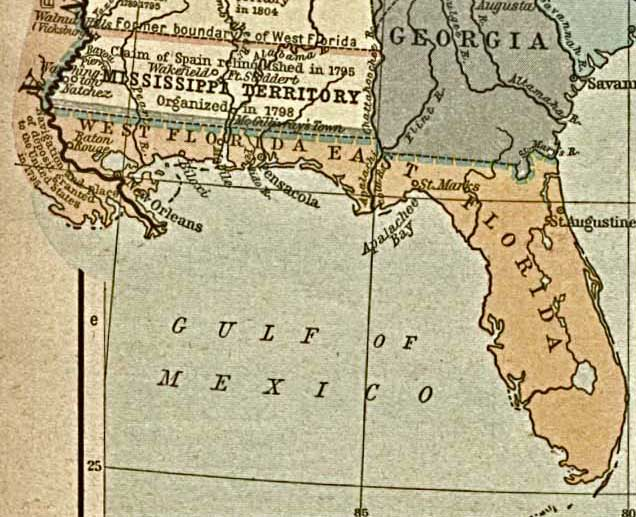
Mapa de les Florides-Occidental i Oriental-espanyoles a inicis dels 1800. Noteu que el territori del Mississipi era reivindicat pels espanyols.

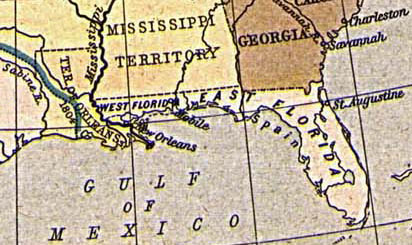
Les Florides Occidental i Oriental-encara espanyoles-cap a 1810.

La Florida Occidental era un territori de la Capitania General de Cuba, dins virregnat de la Nova Espanya, que comprenia part de l'actual costa sud dels Estats Units, des del riu Mississipi fins al riu Apalachicola. Va ser ocupat en part pels Estats Units (1811) i cedit formalment per Espanya a aquells en 1819. El seu territori forma avui part dels Estats de Louisiana, Mississipi, Alabama i Florida.

## Extensió
Segons el criteri espanyol els límits continentals de la Florida Occidental estaven donats: a l'Est, pel riu Perdido que la separava de la també espanyola Florida Oriental (en gran manera el territori de la Florida Oriental es correspon amb el de l'actual estat de Florida), a l'oest, pel riu Mississipi o, segons les contingències, el riu Perla (avui riu Pearl) que separava la Florida Occidental del també espanyol territori de La Louisiana; al nord, pel paral·lel que corria en el punt en el qual el riu Yazú (Yazoo) conflueix amb el Mississipi on els espanyols havien fundat el Fort Nogales (avui Vicksburg), després per a majors precisions i fins a 1795, Espanya va reclamar com a límit nord de la Florida Occidental el paral·lel 32° 22′ N. És a dir, la Florida Occidental Espanyola abastava gran part dels estats de Mississipi i Alabama i fins i tot, entre 1800-19, el sector de La Louisiana on se cita Baton Rouge.

## Història
El territori va ser explorat per part europea inicialment pels espanyols al segle xvi sent molt probablement part del recorregut d'Álvaro Núñez Cabeza de Vaca i Estebanico. A finals del segle xvii i inicis del segle xviii el territori va ser disputat entre Espanya i França (més oportunistes incursions de corsaris anglesos). En aquest període sorgeixen Sant Carles de Panzacola, Mobile, Biloxi i Sant Carles d'Àustria entre altres poblacions d'origen europeu.
A mitjans del segle xviii i a conseqüència del Tractat de París (1763) Gran Bretanya es va apoderar de tota la Louisiana a l'est del Mississipi-Iberville i de la Florida espanyola. Els britànics llavors van organitzar aquests territoris com les flors (Florida Occidental i Florida Oriental), establint Pensacola com a capital de la Florida Occidental. A finals del mateix segle xviii els espanyols al comandament de Bernardo de Gálvez y Madrid i de Ciscar van aconseguir recuperar íntegrament per a Espanya a la totalitat de la Florida dins del marc d'ajuda als independentistes dels Estats Units (1776 - 79), recuperació ratificada en el tractat de París de 1783.
Aprofitant la feblesa de l'estat espanyol durant les Guerres Napoleòniques Espanya va reconèixer als Estats Units els territoris a l'est del Mississipi entre els paral·lels 31 º i 32° 22′ N pel Tractat de Madrid (1795).
Més tard, el 1800, Espanya va tornar a França la Louisiana en el secret Tercer Tractat de Sant Ildefons i després de la Compra de Louisiana (1803) els nord-americans es van establir en gran quantitat en la zona compresa entre els rius Mississipi i Perla creant una República de Florida  que gairebé immediatament va demanar l'annexió de tota la Florida als Estats Units. Això va generar una tensió i molta confusió, ja que Anglaterra (centre del Regne Unit) durant la Guerra de 1812 va intentar reocupar Les Florida, la qual cosa va servir d'argument per als Estats Units annexar militarment les dues florides fins al territori dels hispanitzats seminoles; Espanya no podia en aquell moment de Guerres Napoleòniques afrontar ni als anglesos ni als nord-americans, de manera que es va veure compel·lida a signar el Tractat d'Adams-Onís amb els Estats Units. Després de tal tractat tot el territori de les Florides al sud del paral·lel 31 ° N i l'oest del riu Perdido va ser repartit entre els estats i territoris nord-americans creats abans de 1820, de manera que la part més occidental de la Florida Occidental (incloent-hi la República de Florida Occidental) va ser totalment repartida entre els estats de Mississipi, Alabama, i Louisiana.